# Solnhofener Plattenkalk

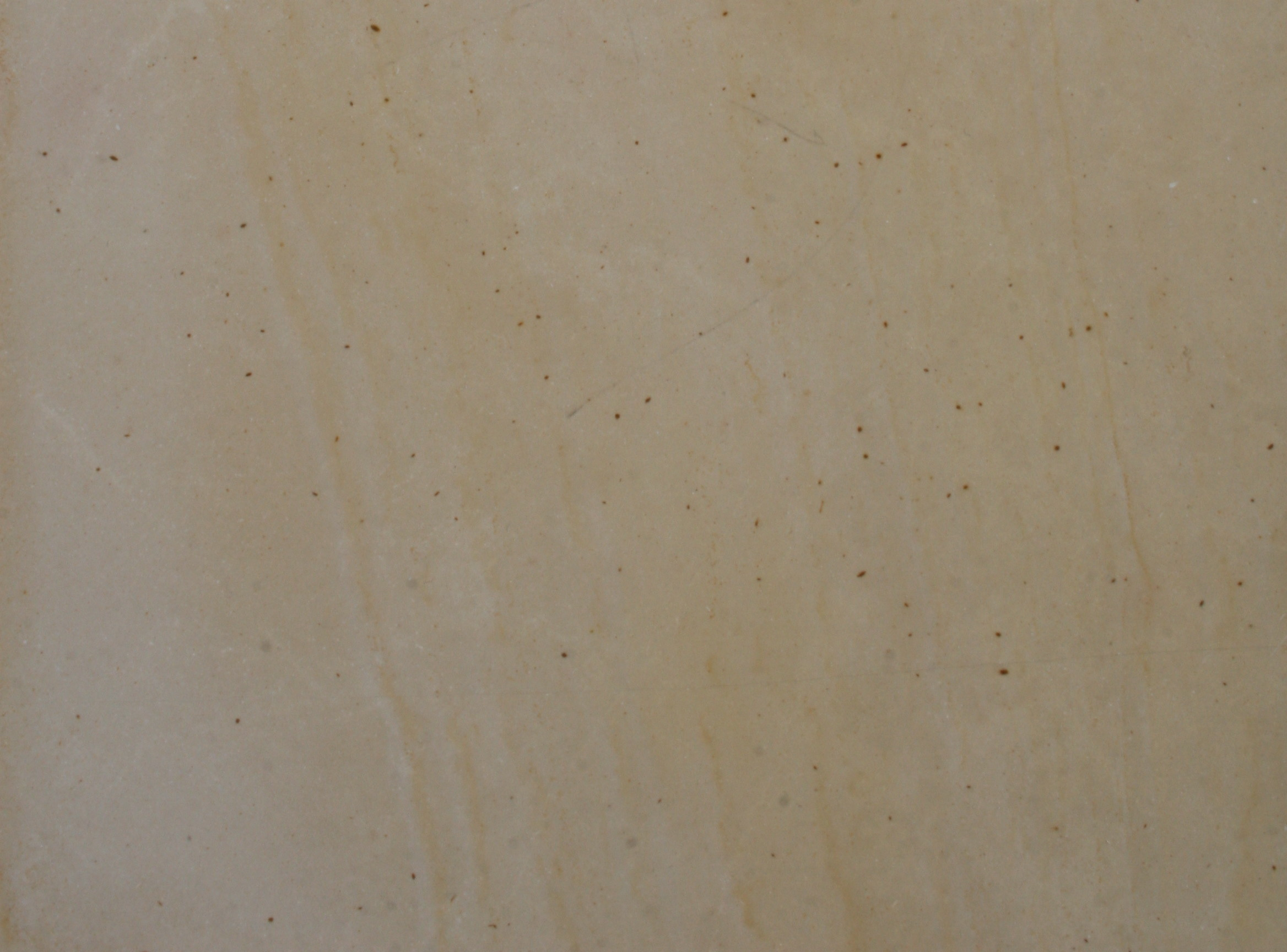
Solnhofener Plattenkalk, polierte Oberfläche. Muster ca. 12 × 15 cm

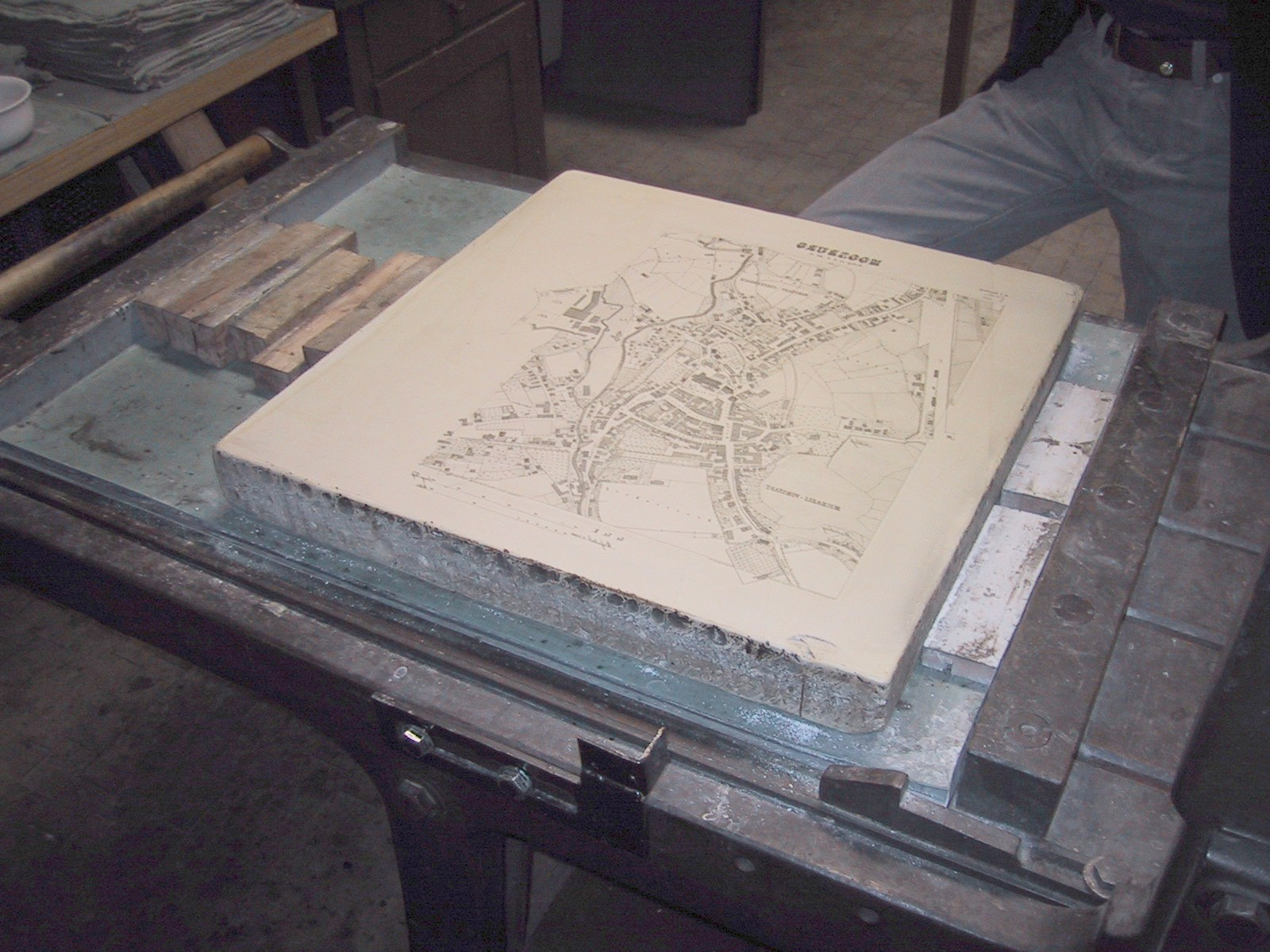
Anwendung des Steins für die Lithographie

Solnhofener Plattenkalk, auch Solnhofener Kalkstein oder Lithographenschiefer, ist die Bezeichnung für einen Naturwerkstein aus dem Altmühljura der Fränkischen Alb in Bayern. Daraus hergestellte viereckige Wand- oder Bodenplatten nennt man Solnhofer Platten. Die Solnhofen-Subformation, eine lithostratigraphische Untereinheit des Weißjura, besteht großteils aus Solnhofener Plattenkalk, der wegen seiner geringen Schichtstärke als plattiger Naturstein gewonnen wird.

## Vorkommen und Entstehung
Solnhofener Plattenkalk kommt in der Region um Solnhofen und Langenaltheim im Landkreis Weißenburg-Gunzenhausen, im Westen von Eichstätt sowie Mörnsheim, Blumenberg, Schernfeld, Rupertsbuch und Wintershof im Landkreis Eichstätt in zahlreichen Steinbrüchen in Mittelfranken und Oberbayern vor. Er entstand durch schichtweise Ablagerungen in periodisch vom Meer mit frischem Wasser gefluteten Lagunen in der Zeit des Oberjura. In diesen Lagunen war der Salzgehalt bedeutend höher; dadurch verwesten tote Tiere und Pflanzen nicht und blieben auch in Details als Versteinerungen erhalten.

## Architektur

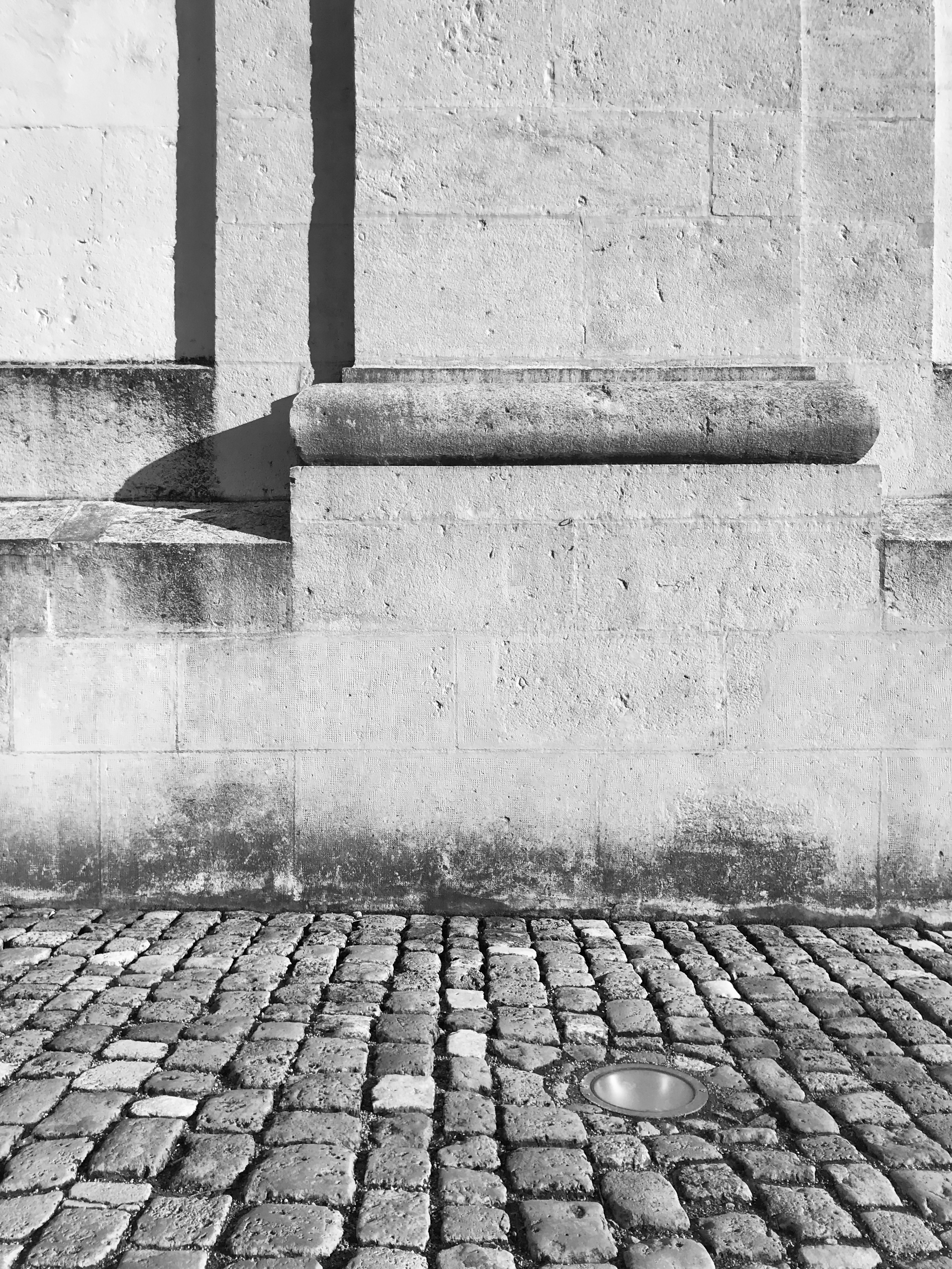
Leonrodplatz, Eichstätt

Verwendung findet der Plattenkalk auf dem 1998 neu angelegten Leonrodplatz in Eichstätt. Stadtbaumeister Andreas Mühlbauer pflasterte den ehemaligen Jesuitenplatz und zehn Bänke in Solnhofener Stein, die in Achse zum Langhaus der Kirche errichtet wurden. Zu der Eröffnung der Neugestaltung gab es eine Performance der Künstlerin Li Portenlänger, die ebenfalls in ihrer Lithographie-Werkstatt Eichstätt mit Solnhofener Material arbeitet.

## Abbau- und Wirtschaftsgeschichte

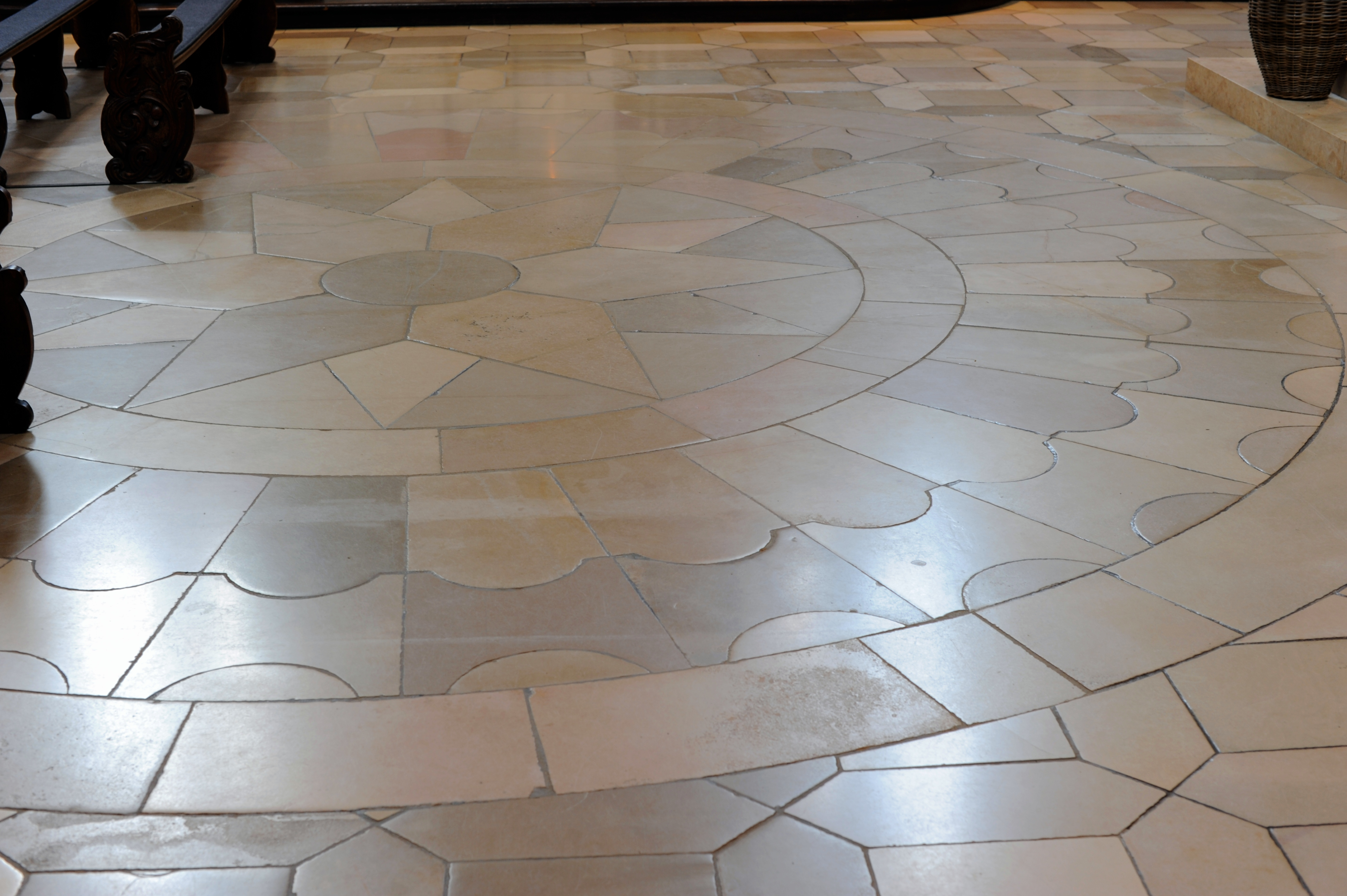
Bodenbelag aus Solnhofener Plattenkalk in verschiedenen Farbnuancen

Bereits die Römer verwendeten im 2. Jahrhundert diesen Kalkstein als Bodenplatten für ein Kaltwasserbecken in einer Villa in Theilenhofen, einem Ort bei Weißenburg in Bayern. Im 9. Jahrhundert wurden Solnhofener Kalkplatten in der Sola-Basilika in Solnhofen verlegt. 1423 wurde der Kalkstein in einem Steinbruch am Solaberg abgebaut. Im Jahr 1596 gab es die erste Genehmigung zum Abbau von Solnhofener Platten, und auf dem Gebiet von Eichstätt wurden erste Steinbrüche eröffnet. 1674 erließ Fürstbischof Marquard Schenck von Castell eine erste Steinbruchordnung für den stetig zunehmenden Abbau. Für das häufig zitierte Beispiel, im 15. Jahrhundert sei der Boden der Kirche Hagia Sophia in Istanbul mit Solnhofer Bodenplatten belegt worden, fehlt jeglicher Beleg.
Der Absatz des Solnhofener Plattenkalksteins stieg 1796, als Alois Senefelder die Lithographie erfunden hatte (seit dieser Zeit wurde der Kalkstein auch als „Lithographenschiefer“ oder „lithographischer Kalk“ bekannt) erheblich an. Im Jahr 1857 gründete sich der „Solenhofer Aktien-Verein“, der die Lithographiesteine weltweit exportierte.

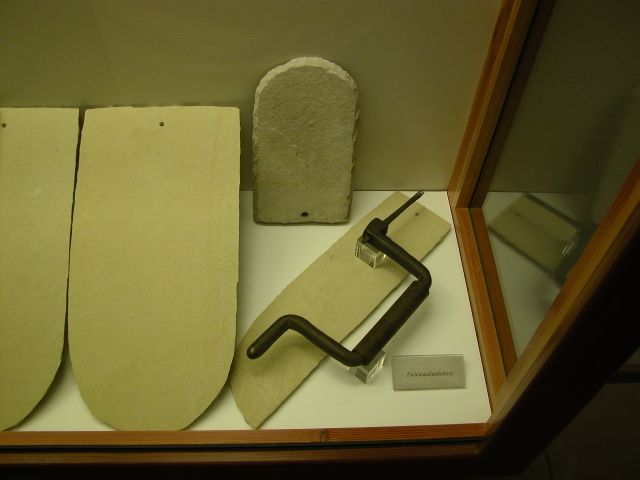
Aus dünnen Platten wurden auch Dachsteine hergestellt, sogenannte Zwicktaschen.

Im Jahr 1828 erfand der Eichstätter Glasermeister Johann Weitenhiller die Zwicktaschen. Das waren aus dem Steinbruch gewonnene Dachsteine, die mit der von Weitenhiller entwickelten Zwickzange in die ungefähre Form der so genannten Biberschwänze gebrochen wurden. Anschließend wurde in die weniger als 2 cm dicken Steinplatten an der Oberseite ein Loch gebohrt, das zur Befestigung an den Dachlatten mittels eines Nagels diente. Mit dieser Erfindung wurden damals Steinbrüche wieder wirtschaftlich, in denen lediglich dünne Platten gewonnen werden konnten.
Der Absatz von Solnhofener Plattenkalkstein ließ im Jahr 1909 nach. Nach einer Lohnkürzung streikten die 900 bis 1200 tätigen Arbeiter der Steinindustrie, die in einer christlichen Gewerkschaft organisiert waren. 1913 setzte sich das Offsetverfahren gegenüber der Lithographie durch, und es kam zu Umsatzrückgängen. Von 1914 bis 1918 (Erster Weltkrieg) gab es kaum Exportgeschäft.
Nach dem Krieg wurden nur noch in geringem Umfang Lithographiesteine gebrochen; stattdessen produzierte man Wand- und Bodenplatten. Dennoch konnte nicht an die wirtschaftliche Zeit vor dem Ersten Weltkrieg angeknüpft werden und die Weltwirtschaftskrise des Jahres 1929 ging mit einem weiteren Rückgang der Umsätze einher. Nach der Machtergreifung des NS-Regimes im Januar 1933 wurde die Auftrags- und Beschäftigungslage besser, denn das Regime präferierte aus nationalistischen Gründen die Verwendung einheimischer Gesteinsvorkommen und damit auch der Solnhofener Platten für Repräsentationsbauten. Nach dem Beginn des Zweiten Weltkriegs 1939 kam die Natursteinverwendung zum Erliegen. Ab 1946 verzeichneten die Solnhofener Kalkplatten wieder einen Nachfrage-Aufschwung, was aus dem Mangel an Rohstoffen und aus dem erheblichen Nachholbedarf durch die Zerstörungen des Zweiten Weltkrieges erklärbar ist. Als in den 1950er Jahren keramische Platten in Konkurrenz zu den Solnhofener Kalkplatten traten, ging der Inlandumsatz zurück. Die Solnhofer Betriebe reagierten ab 1970 mit einer Intensivierung ihres Exportgeschäfts. In jüngerer Zeit ist durch den Zusammenbruch des Ostblocks und die Öffnung des Weltmarktes für chinesische Natursteine eine starke Konkurrenz auch für den Solnhofener Plattenkalk entstanden.
Neben dem Solnhofener Plattenkalk werden drei weitere Kalksteine entlang der Altmühl im Gebiet der Südlichen Frankenalb gebrochen, die alle seit langer Zeit als Werkstein in der Architektur verwendet werden: Wachenzeller Dolomit, Juramarmor und Kelheimer Kalkstein.

## Gesteinsbeschreibung und Gewinnung
Es ist ein dichter, cremefarbener bis ockergelber Kalkstein, der plattig abgesondert wurde und stellenweise bräunlich, gräulich und seltener rötlich erscheint. Auf den Schichtflächen finden sich teilweise Dendriten, die entweder aus Eisen- oder Manganoxiden entstanden sind und die wie Farne oder Bäumchen aussehen können.
Die Solnhofener Kalkplatten werden in Steinbrüchen gewonnen. Das geschichtete Gestein kann nicht mit Maschinen abgebaut werden; die Arbeitsweise in diesen Steinbrüchen ist deshalb seit Jahrhunderten unverändert: die Hackstockmeister brechen den Stein mit Pickeln aus dem Steinbruch und erhalten so ein Paket, das mehrere geschichtete Platten enthält. Diese werden mit Hammer und Meißel gespalten und auf Paletten in das Werk transportiert. Dort werden sie entweder weiter bearbeitet oder sie gelangen im Rohzustand als Platten mit bruchrauer Oberfläche in den Handel.
Die Dichte liegt etwa bei 2,58 kg/dm³, die Druckfestigkeit bei 157 N/mm², die Biegefestigkeit bei über 24 N/mm², der Abriebwiderstand nach DIN EN 14157/B nach Böhme bei 15 cm³/50 cm² bzw. nach Capon bei 19,5 mm und die Wärmeleitfähigkeit λ bei 2,3 W/mk.

### Galerie

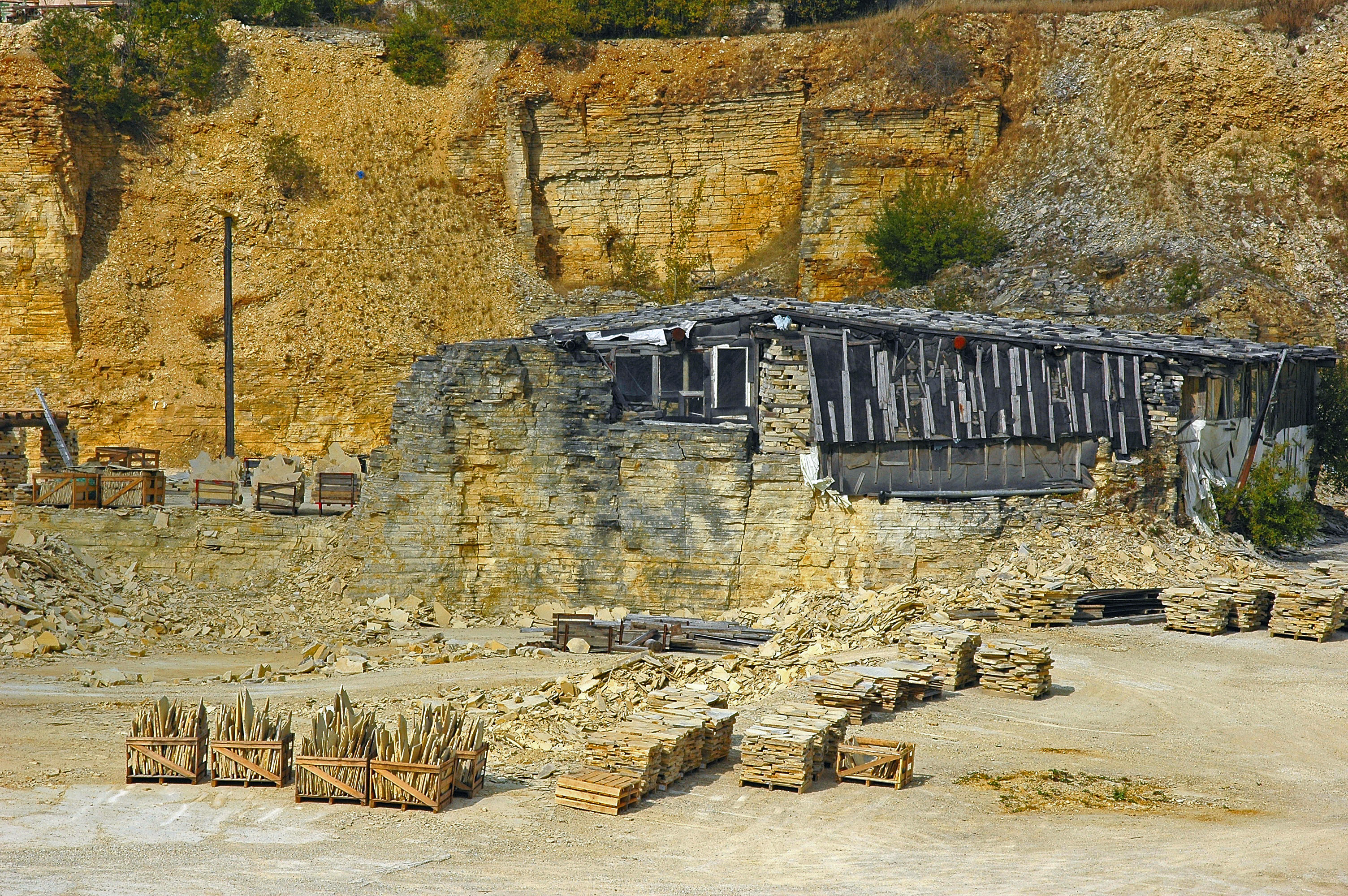
Solnhofen: Abbauhütte und Kommissionierung
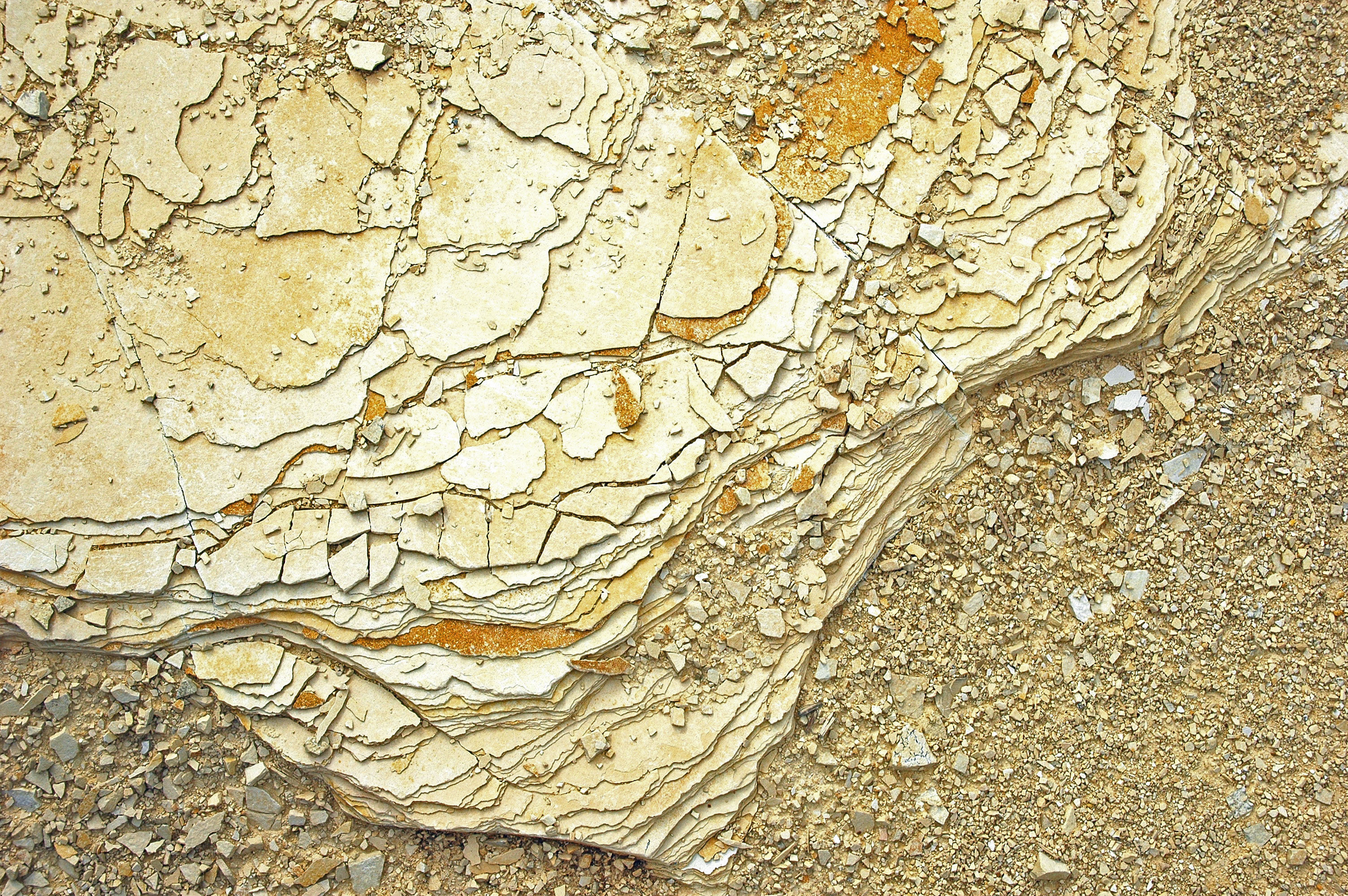
Plattige Absonderung im Solnhofener Plattenkalk
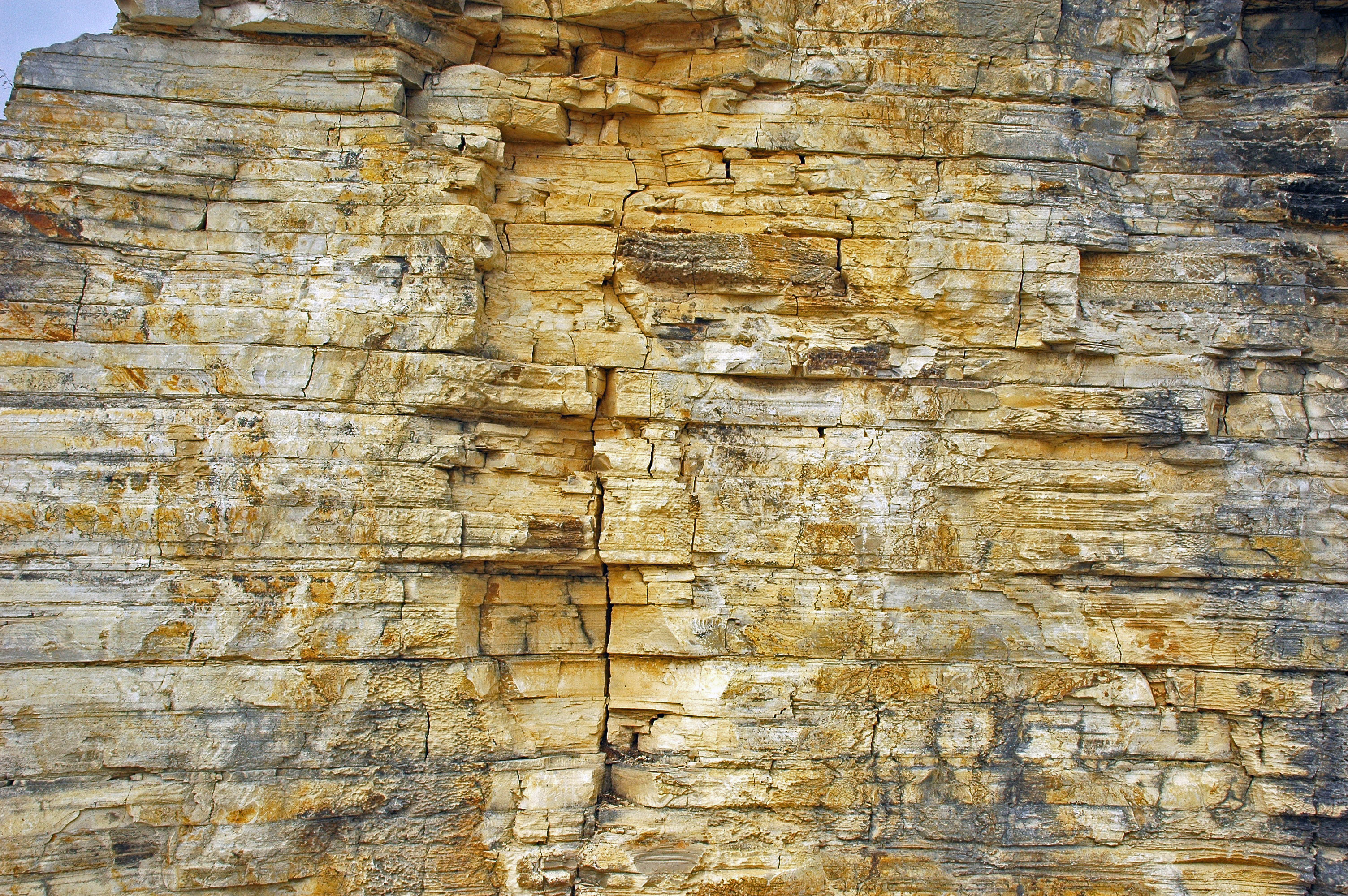
Schichtenlage und tektonische Zerklüftung des Solnhofener Plattenkalks

## Verwendung

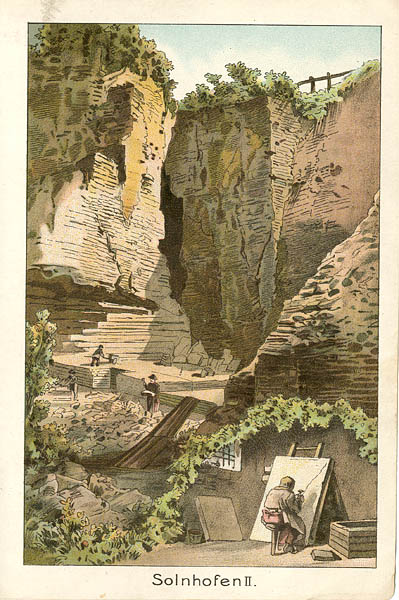
Vorbereitung der Rohplatten im Steinbruch

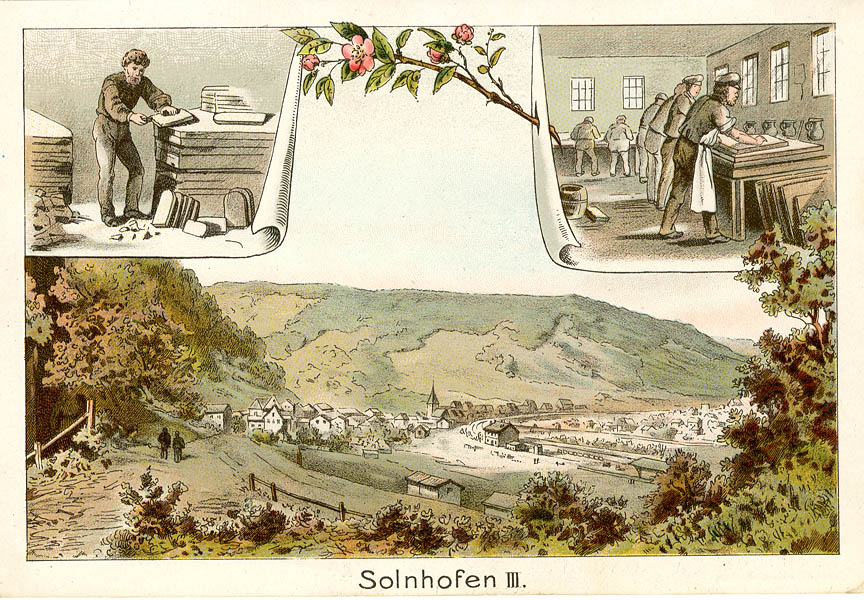
Zurichtung der Lithographietafeln (rechts oben) und Zwicktaschen (links oben)

Der größte Anteil der Solnhofener Platten wird seit vielen Jahrhunderten und weltweit für Boden- und Treppenbeläge, Wandfliesen oder für historische Grabmale, vor allem Epitaphe in historischen Gebäuden verwendet sowie regional und vor allem historisch als Kalkplattendach beim sogenannten Jurahaus.
Große Bekanntheit und Verwendung erlangte Solnhofener Plattenkalk durch die Erfindung der Lithographie (Bilderdruck für Bücher, Landkarten etc.) durch Alois Senefelder, wofür die Feinkörnigkeit des Solnhofener Plattenkalks Voraussetzung war.
Im 19. Jahrhundert im Dachauer Land verbreitet waren die Dachauer Haustafeln als Hausschmuck und -schutzsymbol zugleich. Die Tafeln aus Solnhofer Kalkstein zeigen religiöse Motive, die als Flachrelief in die Steinplatten gemeißelt und bemalt wurden.
Obwohl mit einem Härtegrad von 3 bis 3,5 nach der Mohs’schen Härteskala zu den Weichgesteinen gehörend, zählt Solnhofener Plattenkalk zu den dichtesten Kalksteinen im Handel. Für den Innenausbau ist er gut geeignet. Er wird häufig mit spaltrauer, fein geschliffener, matt polierter sowie bruchrau-angeschliffener oder -gebürsteter (satinierter) Oberfläche verwendet.
Eine echte Politur kann mithilfe von Oxalsäure oder Kleesalz erzeugt werden. Dabei werden an der Natursteinoberfläche Calciumoxalate gebildet, die das Licht reflektieren.
Früher wurden handbehauene Platten in einer Stärke von 12 bis etwa 22 Millimeter für Wand- und Bodenbeläge verwendet; heute werden die Platten entweder auf eine einheitliche Dicke zwischen 7 und 18 Millimetern kalibriert oder in Sortierungen von entweder 7–9 mm, 9–12 mm oder 13–30 mm Stärke angeboten. Die maximale Dicke der lieferbaren Platten beträgt 30 Zentimeter und die maximale Länge liegt bei 2 Metern. Aufgrund der relativ guten Wärmeleitfähigkeit und der Möglichkeit, Bodenplatten in geringer Stärke zu verlegen, wird Solnhofener Plattenkalk häufig auch zusammen mit Fußbodenheizungen eingesetzt.
Seine Verwitterungsbeständigkeit ist unzureichend, denn er neigt beim Außenverbau zu Anlösungen, Aufrauungen bis hin zu Abplatzungen und Ausbrüchen. Für eine Verwendung als Außenfassade ist er deshalb nicht geeignet.
Das Kaisergrab von Heinrich II. und Kunigunde im Bamberger Dom und das Grabmal von Aloisius Senefelder bestehen aus Solnhofer Plattenkalk. Im 16. und 17. Jahrhundert war Solnhofener Stein ein bei Künstlern beliebtes Material für kleinformatige Reliefs.

Kulturgüter aus Solnhofener Plattenkalk
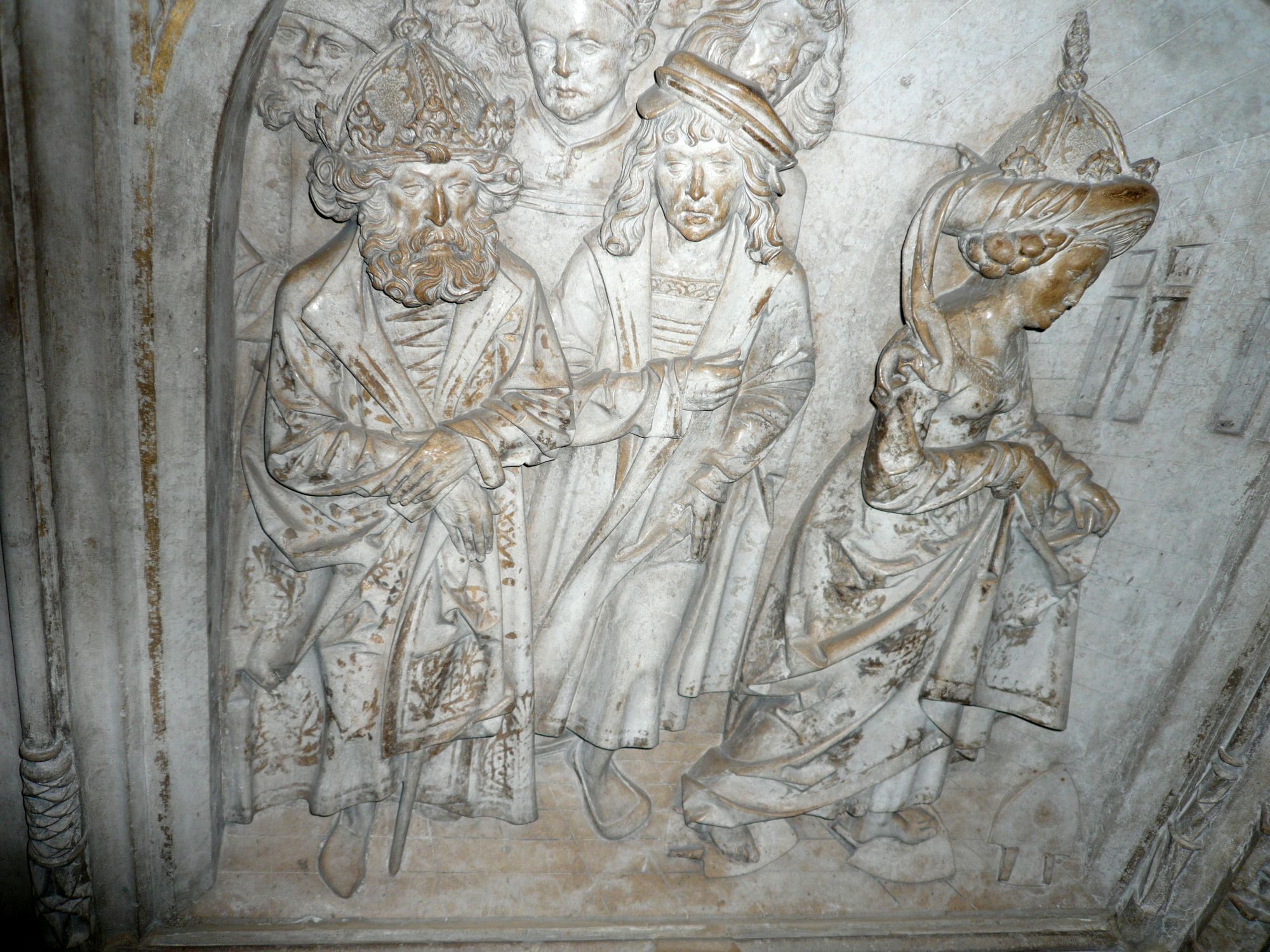
Kunigunde (rechts) schreitet über glühende Pflugscharen, Grabmal von Tilman Riemenschneider aus den Jahren 1499 bis 1513 im Bamberger Dom
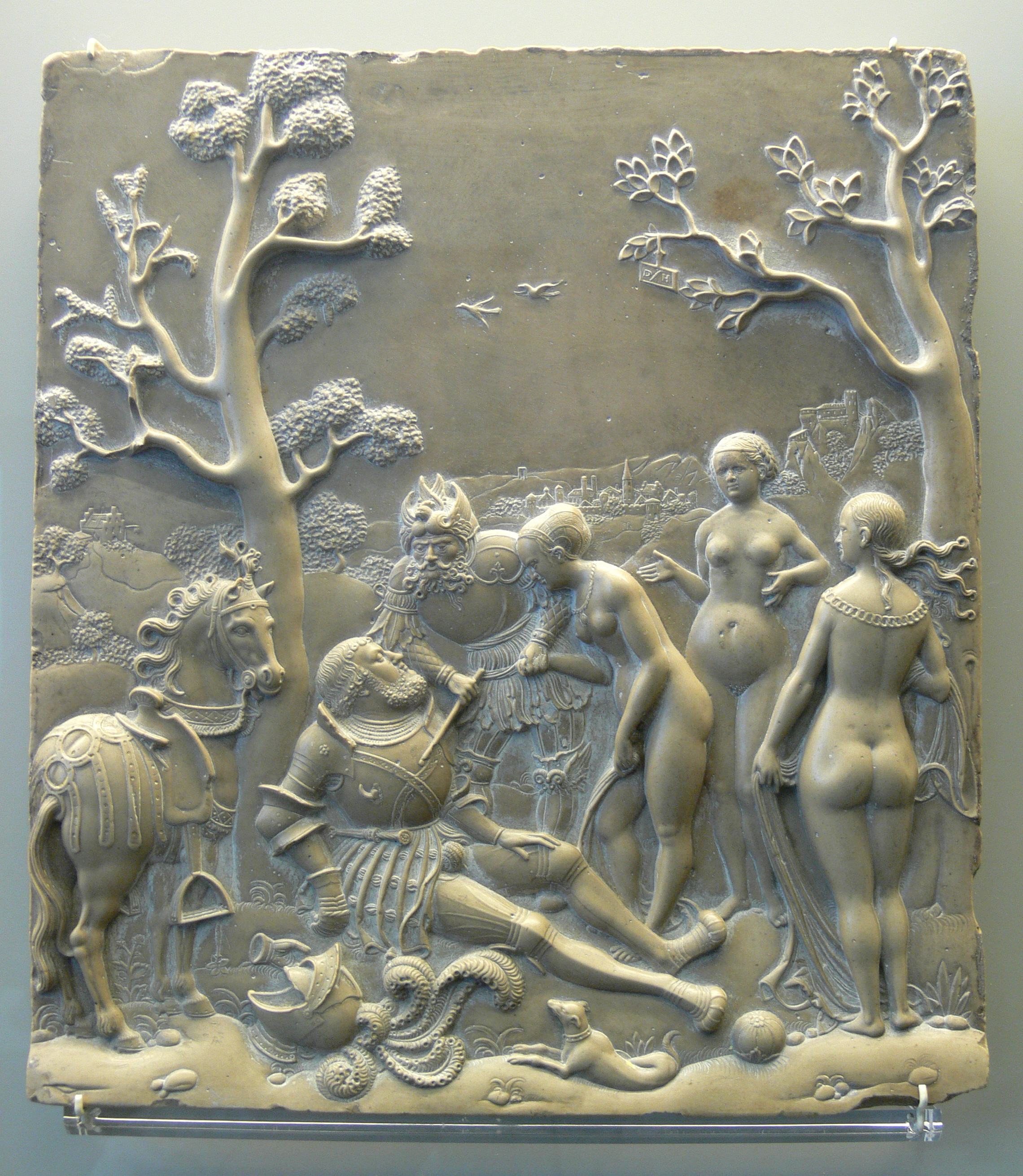
Das Urteil des Paris, Solnhofener Plattenkalk um 1529 von Thomas Hering ( Skulpturensammlung Berlin)
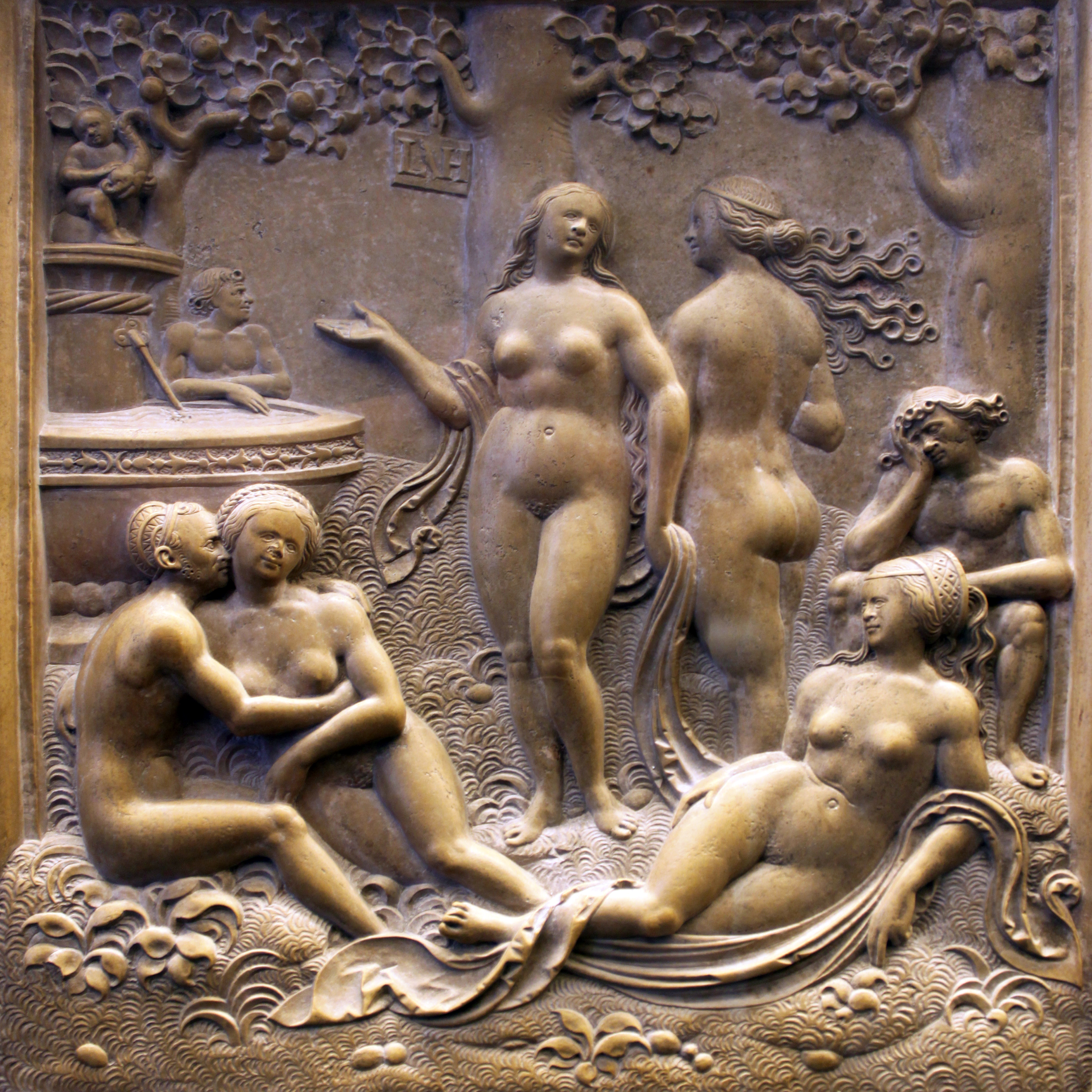
Liebesgarten/Jungbrunnen, um 1525 von Loy Hering (Skulpturensammlung Berlin)
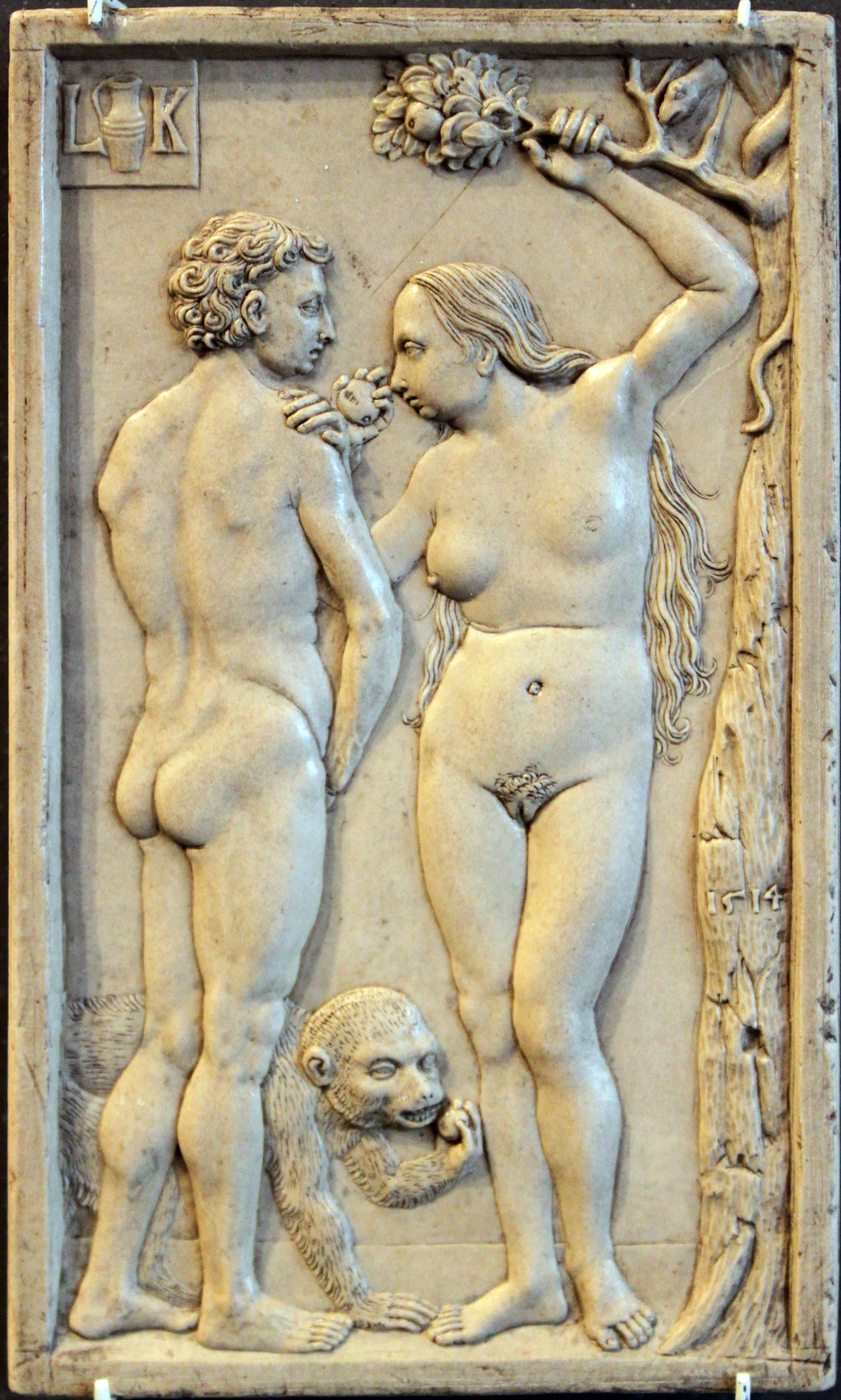
Adam und Eva (Der Sündenfall), Nürnberg 1514 von Ludwig Krug, 1514 (Skulpturensammlung Berlin)
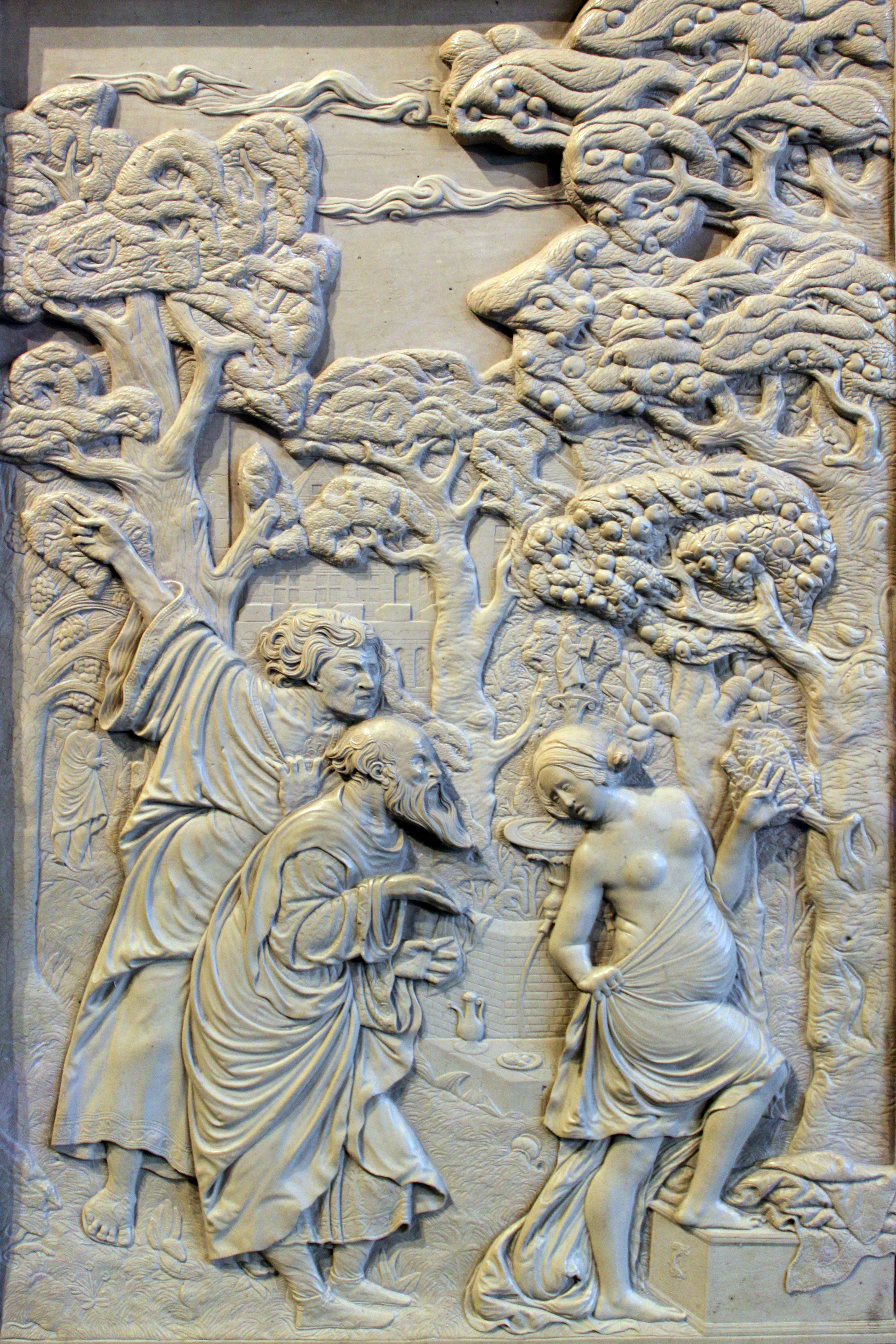
Susanna und die beiden Alten, um 1530 von Victor Kayser, (Skulpturensammlung Berlin)
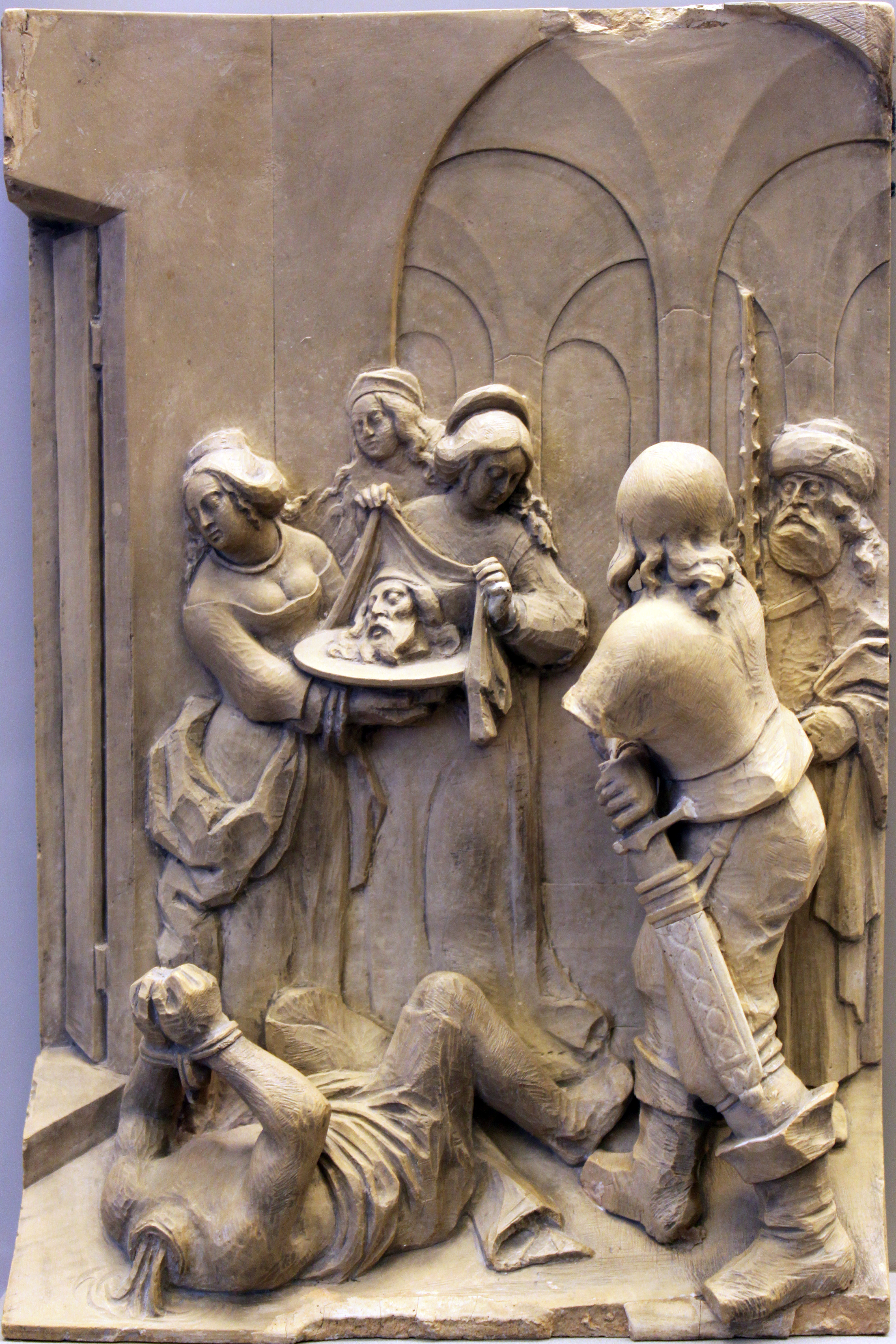
Salome empfängt im Kerker das Haupt Johannes des Täufers, 1648 von Georg Schweigger
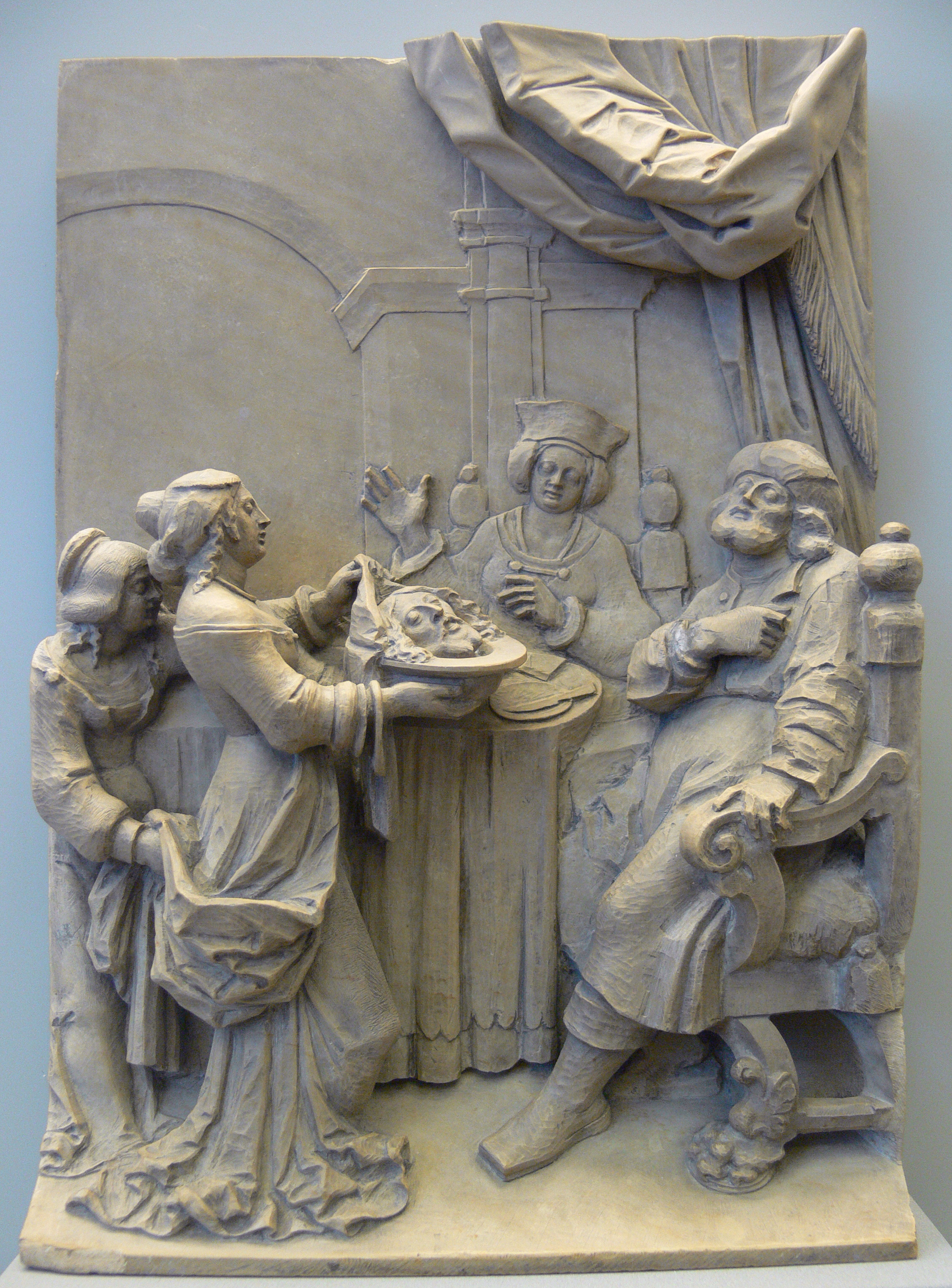
Salome zeigt Herodes Antipas das Haupt Johannes des Täufers, Nürnberg um 1648 aus der Werkstatt von Georg Schweigger
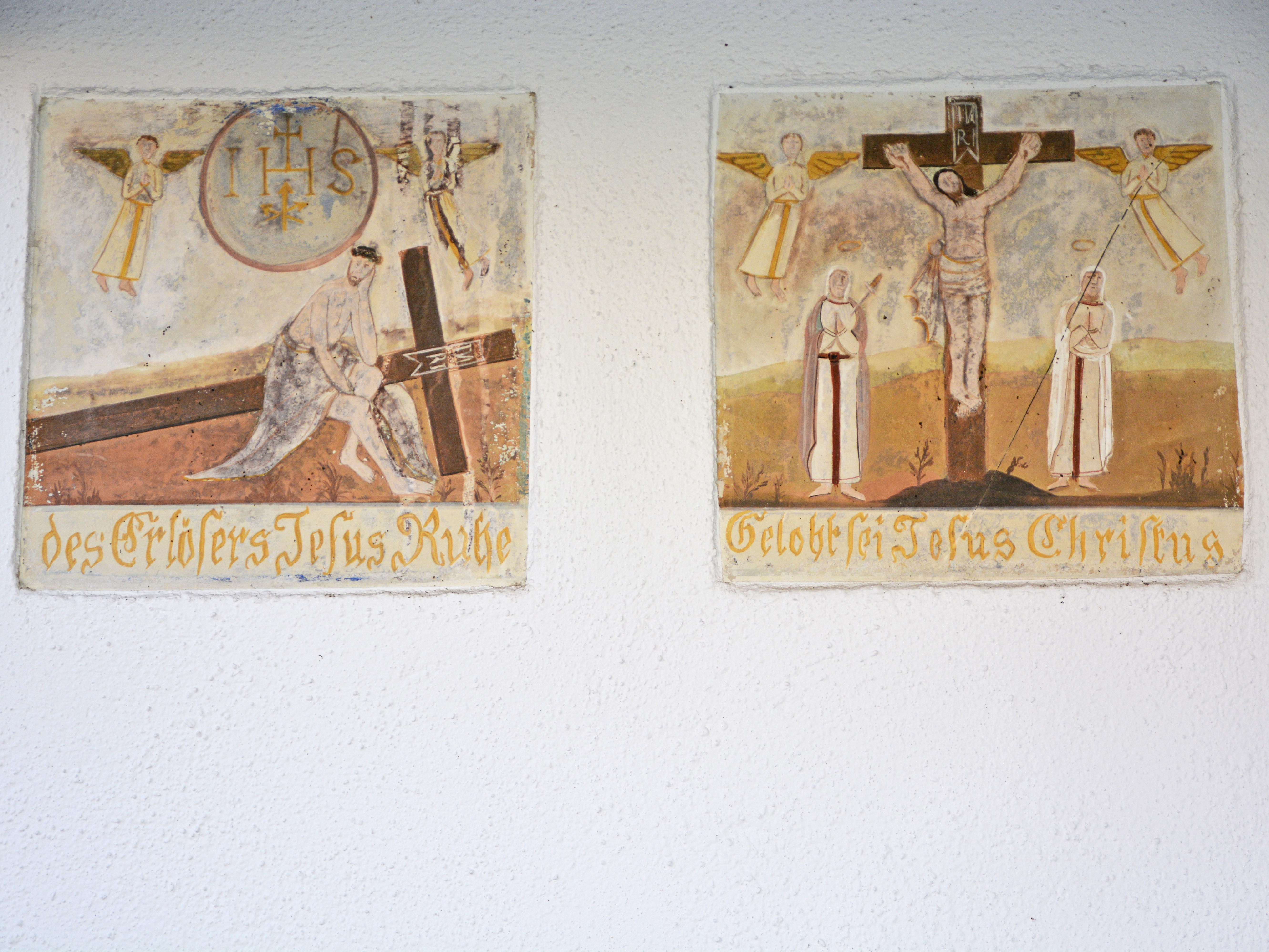
Dachauer Haustafel in Eisenhofen (Landkreis Dachau) – Untere Dorfstr. 32

## Fossilien und Dendriten

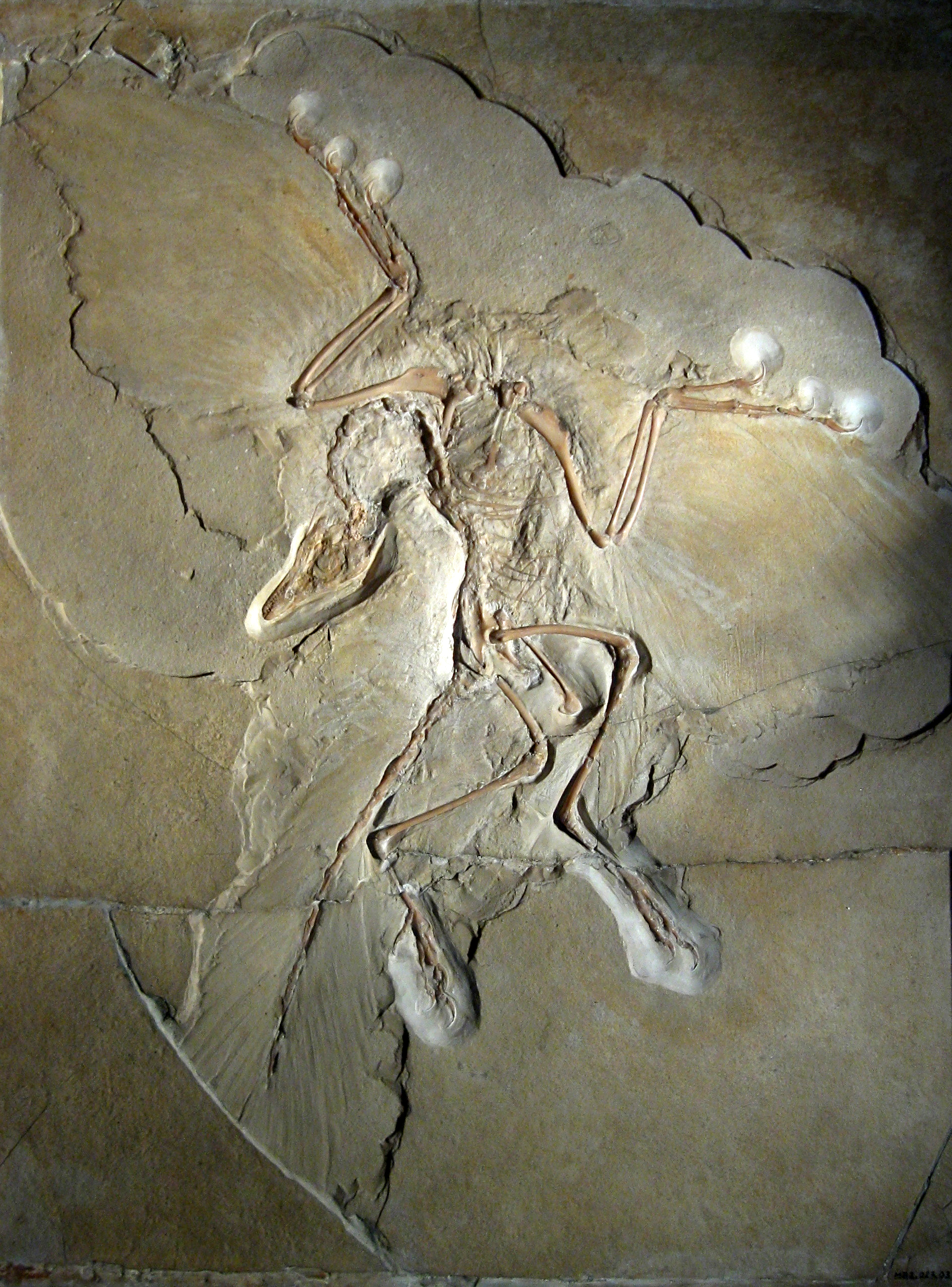
Archaeopteryx lithographica („Berliner Exemplar“)

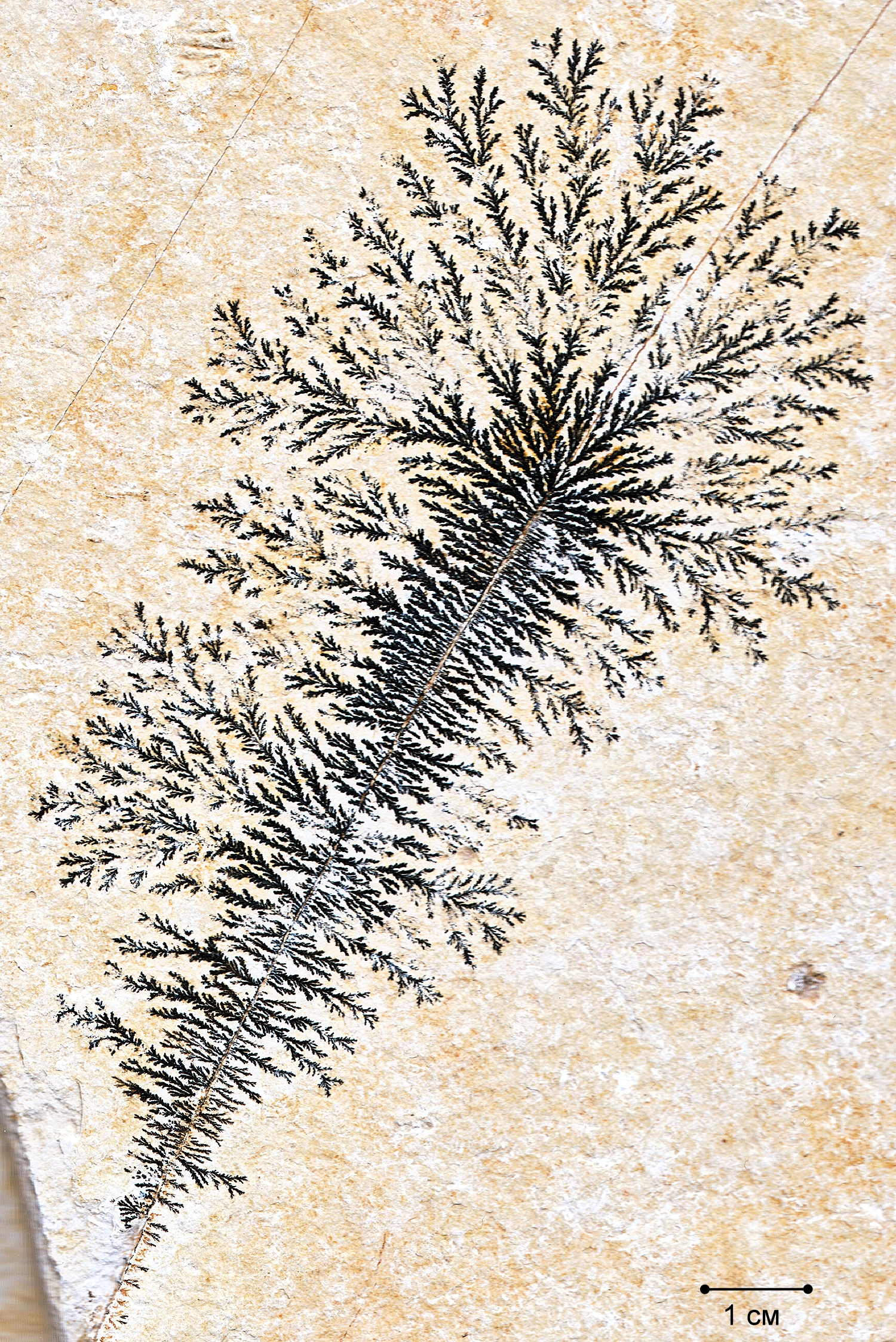
Mit einer Kluft assoziierte Dendriten auf einer Schichtfläche

Die Solnhofener Plattenkalke gelten als eine der bedeutendsten Fossillagerstätten. Hier wurden alle bisher bekannten Exemplare des als „Urvogel“ bezeichneten Archaeopteryx gefunden, eines gefiederten Dinosauriers. Diese Fossilien machten den Solnhofener Plattenkalk international bekannt, auch wegen der oft erhaltenen Details (Weichteile, Pflanzenteile, Libellenflügel, Federn etc.). Bedeutende Museen sind in Eichstätt das Jura-Museum auf der Willibaldsburg und das Museum Bergér in Eichstätt-Harthof, ferner das Bürgermeister-Müller-Museum in Solnhofen und das Fossilien- und Steindruck-Museum in Gunzenhausen. Eine weitere Sammlung befindet sich im Museum für Mineralogie und Geologie Dresden.
Auch Amateurpaläontologen können sich, in besonders ausgewiesenen Steinbrüchen, an der Fossiliensuche beteiligen. Selbstgefundene Fossilien können im Regelfall behalten werden.
Im Plattenkalk sind recht häufig Dendriten zu finden, verästelte dunkelbraune bis schwarze Strukturen, die äußerlich an Pflanzen erinnern. Derartige Bildungen können für Fossilien gehalten werden (Pseudofossilien), es sind jedoch Eisen- und Manganverbindungen, die an Schichtflächen aus Lösungen auskristallisiert sind. Dendriten haben demnach einen chemisch-mineralogischen Ursprung und entstehen durch Diffusionsvorgänge.

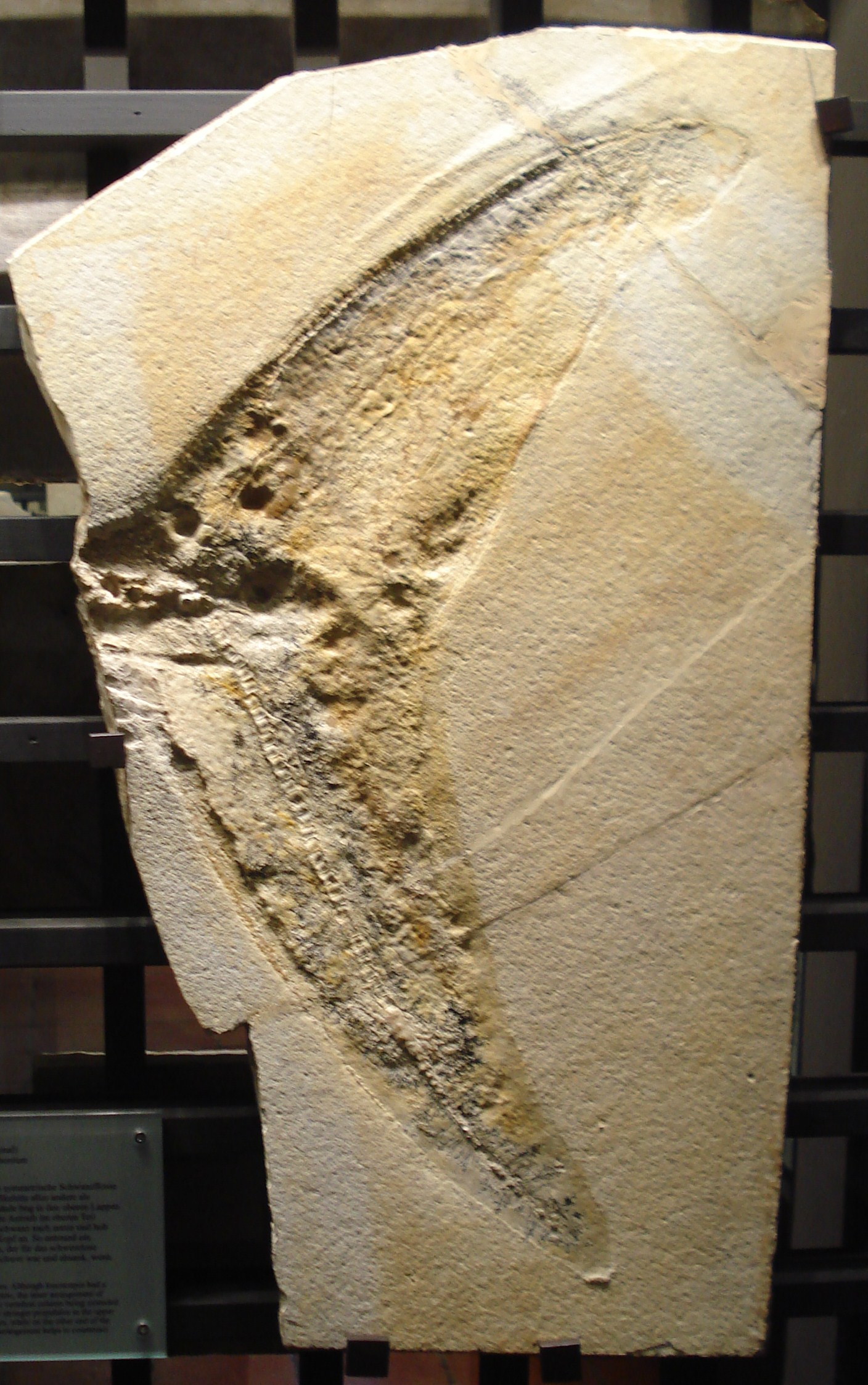
Schwanzflosse des Fischsauriers Aegirosaurus leptospondylus
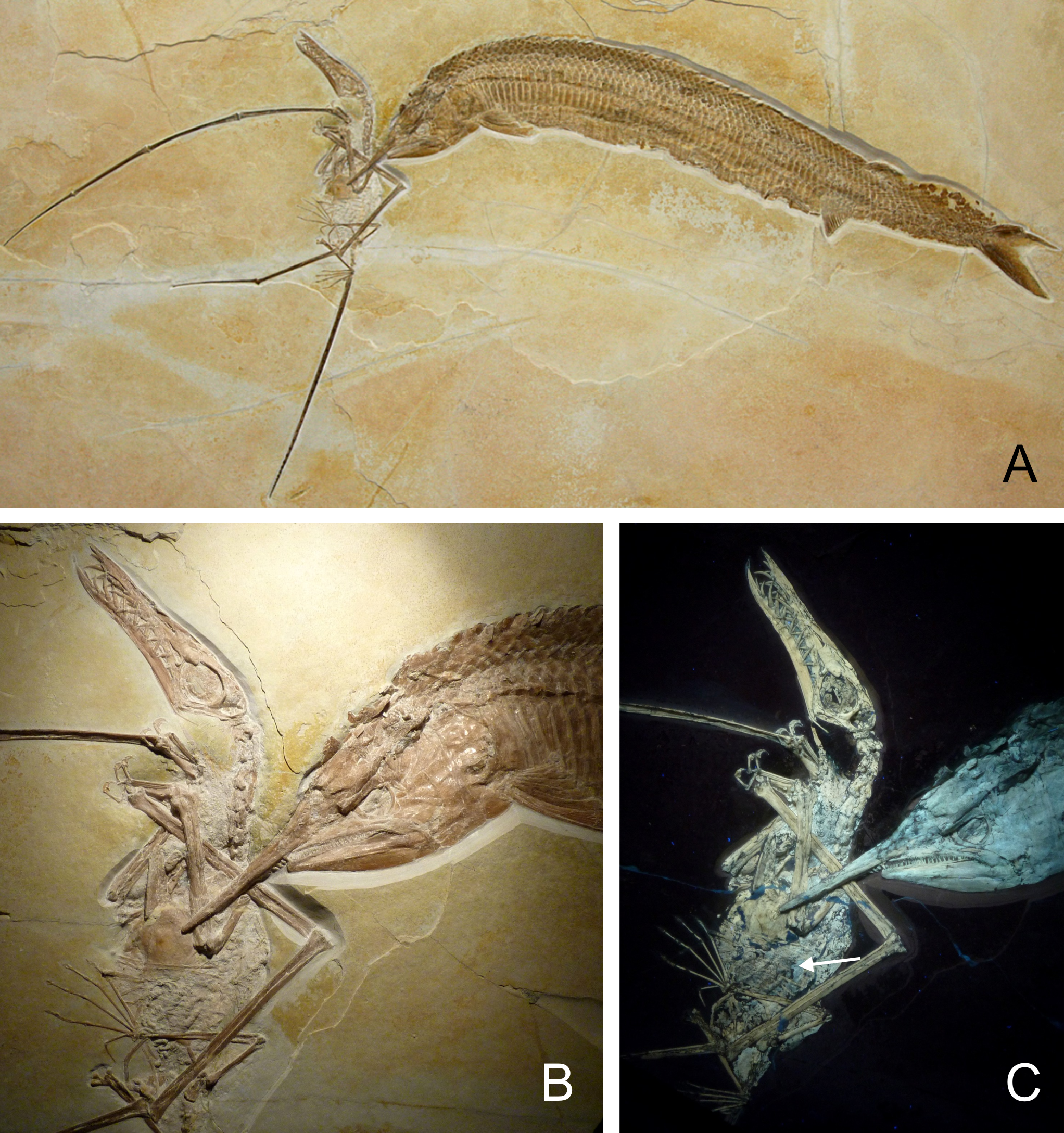
Flugsaurier Rhamphorhynchus mit Knochenfisch Aspidorhynchus
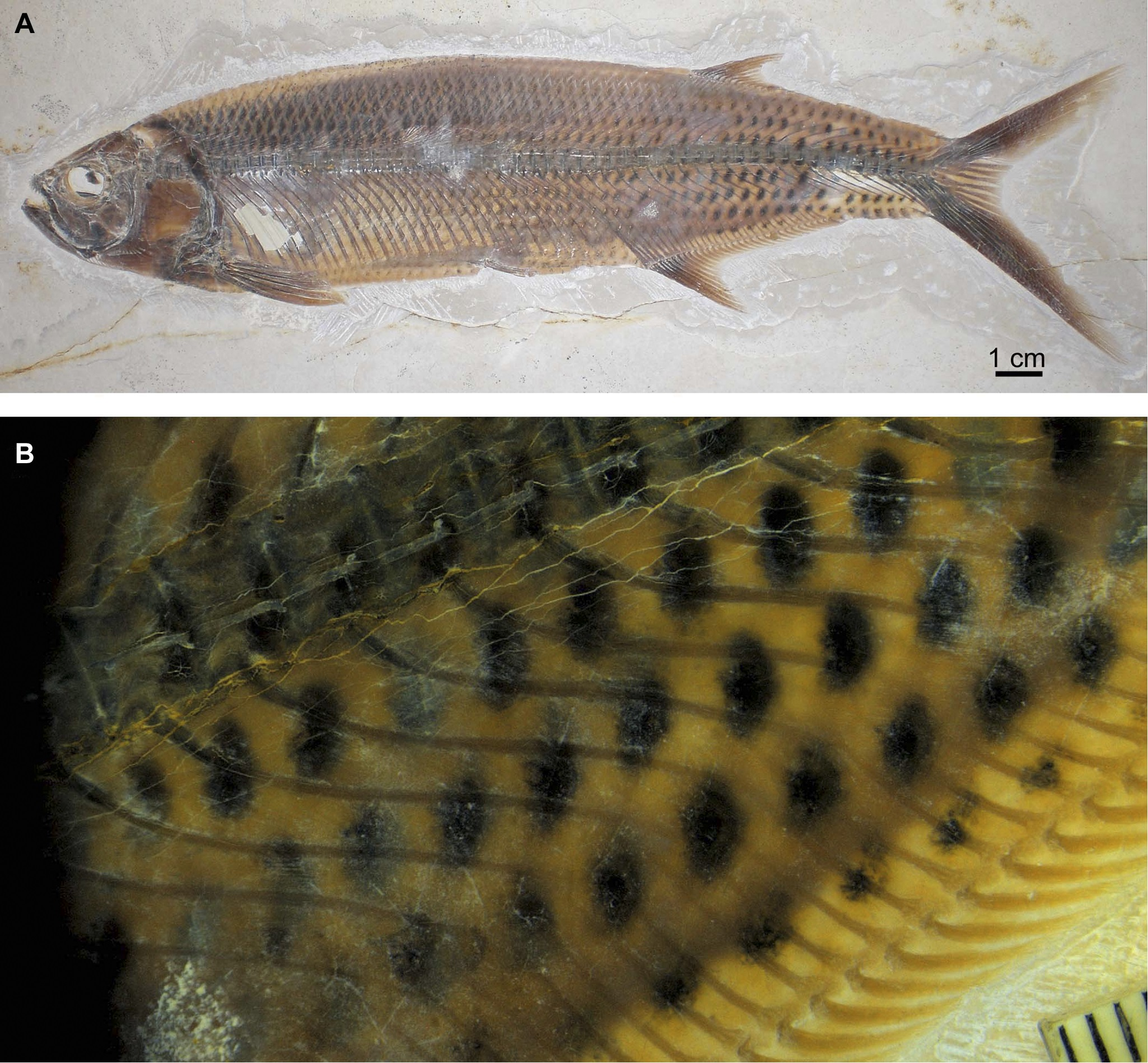
Knochenfisch Thrissops aus der Fossillagerstätte Ettling mit Farberhaltung eines Hautmusters
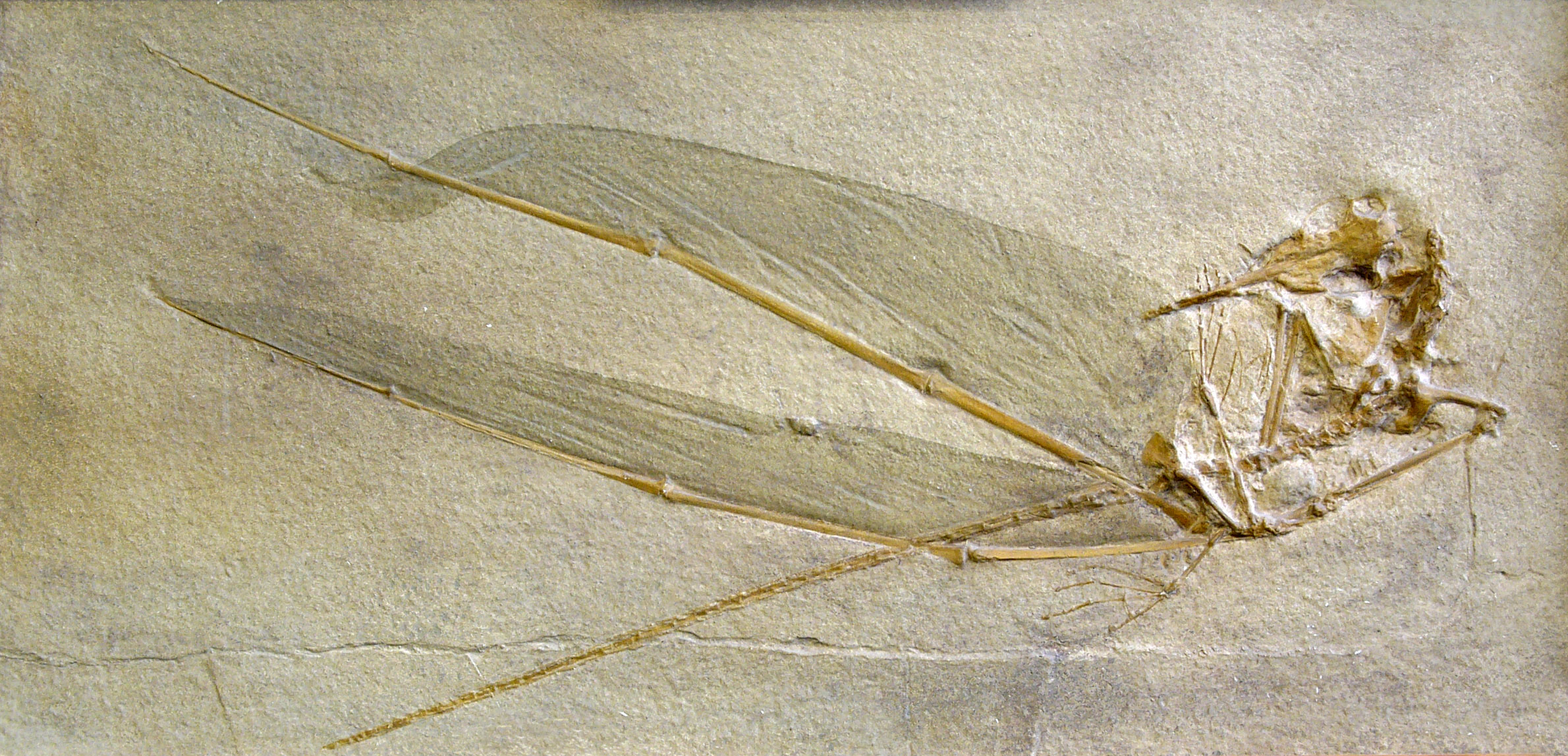
Rhamphorhynchus munsteri mit erhaltener Flughaut
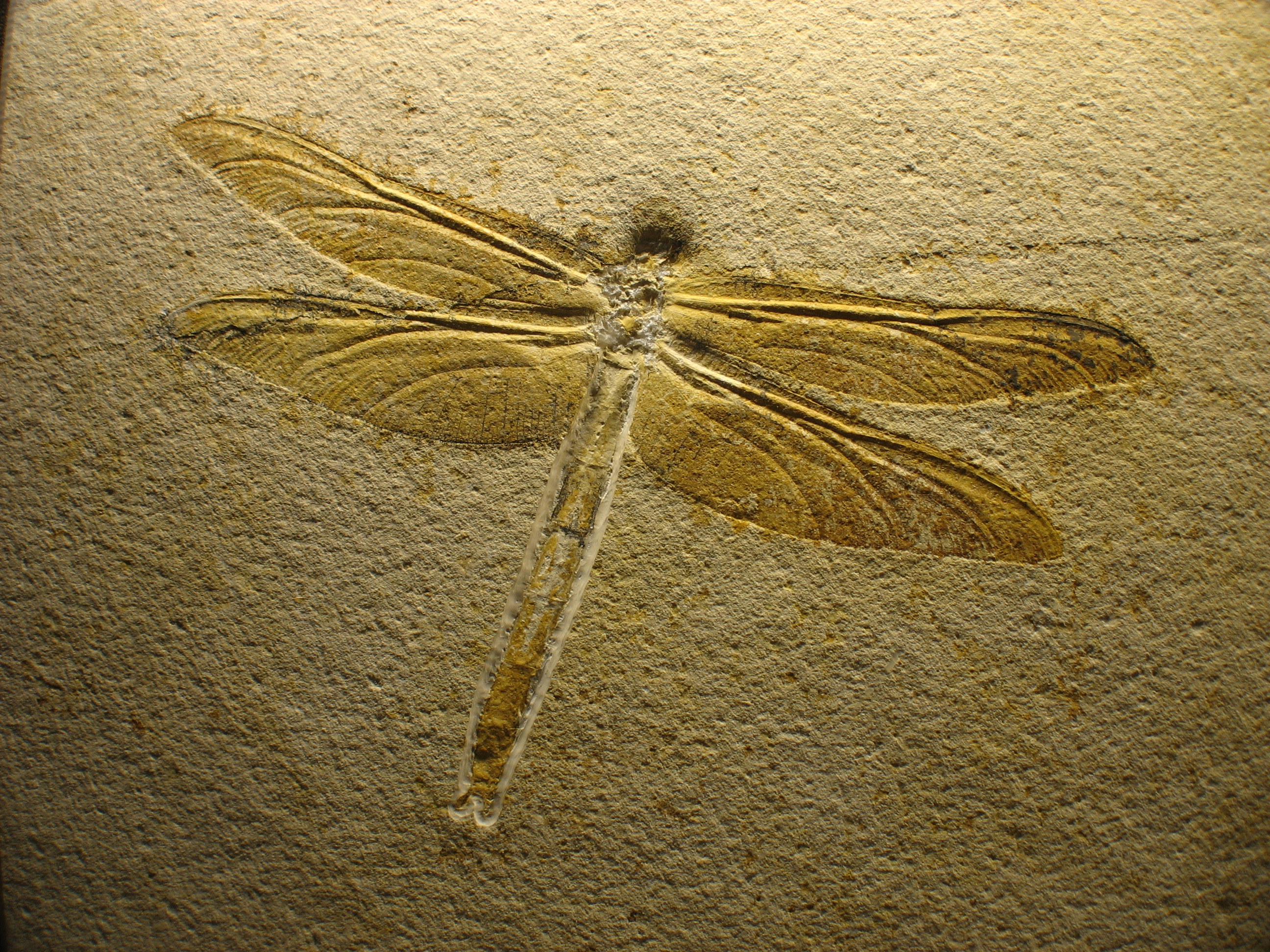
Libelle Cymatophlebia
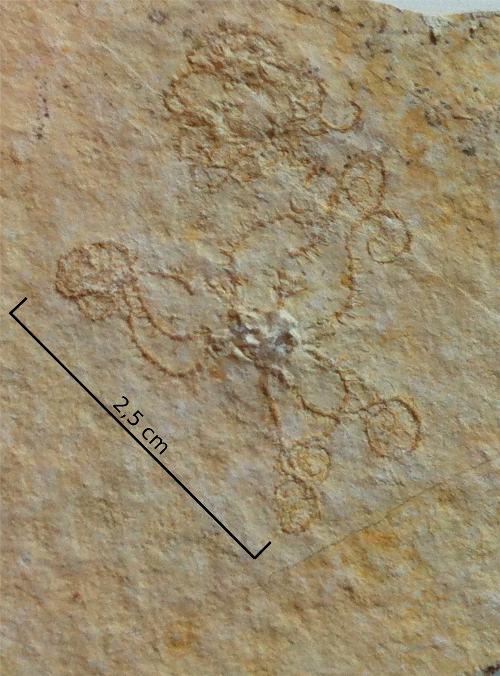
Seelilie Saccocoma, häufigstes Fossil im Solnhofener Plattenkalk, kommt in bestimmten Gesteinslagen massenhaft vor
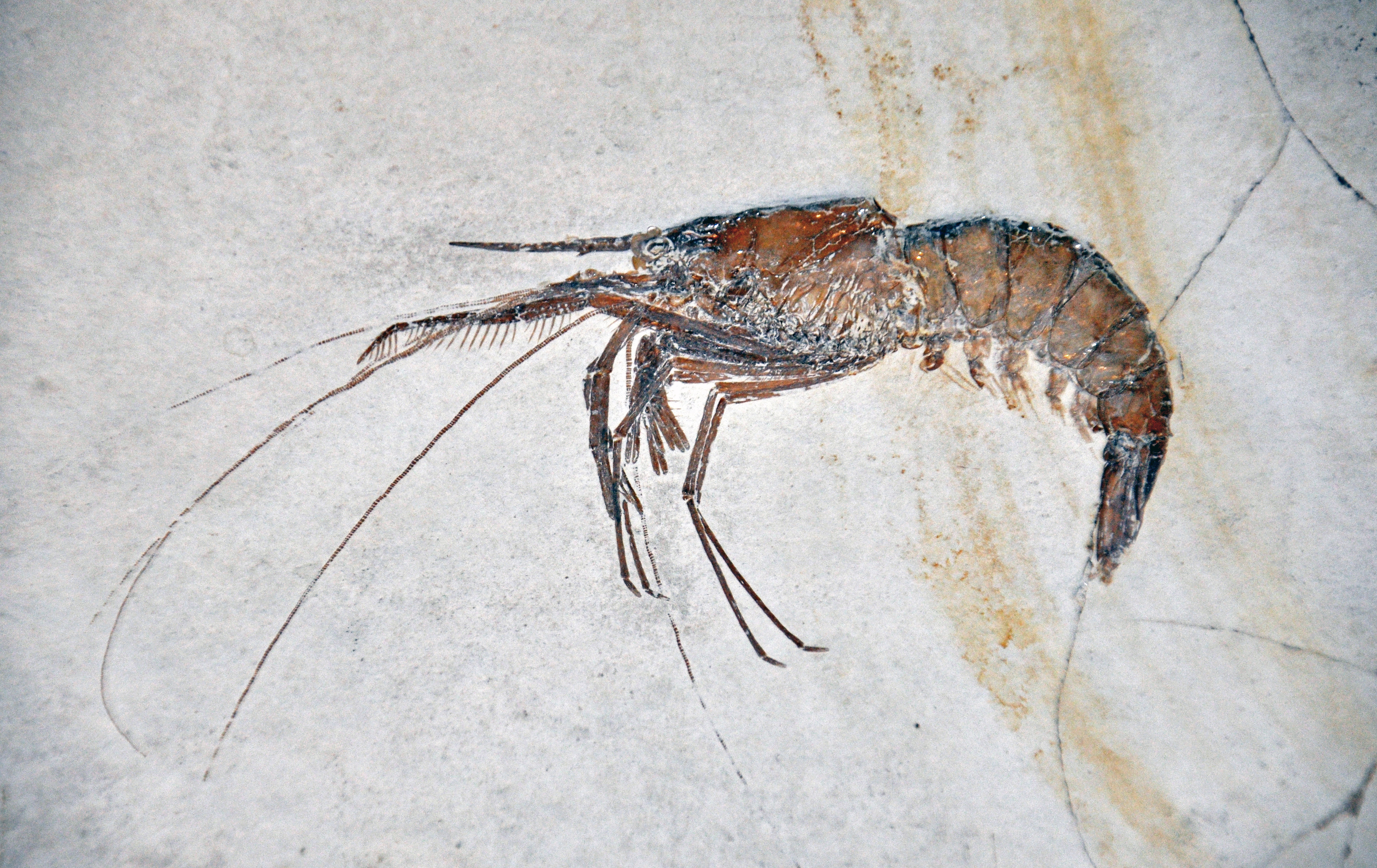
Zehnfußkrebs Aeger tipularius
- Video zur Entstehung von Fossilien im Solnhofener Plattenkalk

## Geotop
Die Fossilfundstelle Solnhofener Plattenkalke ist vom Bayerischen Landesamt für Umwelt als Geotop 577A008 ausgewiesen und 2002 mit dem offiziellen Gütesiegel „Bayerns schönste Geotope“ ausgezeichnet worden. Siehe auch Liste der Geotope im Landkreis Weißenburg-Gunzenhausen.
Im Jahr 2006 erfolgte die Aufnahme in die Liste der 77 ausgezeichneten Nationalen Geotope Deutschlands.

## Richtlinien
Die Verlegung erfolgt nach DIN 18352, DIN EN 1469, EN 12057 und EN 12058 auch über Warmwasser- und Elektrobodenheizungen.
Die Industrievereinigung Altmühltaler Kalksteine e. V. veröffentlichte Verlegeanleitungen für das traditionelle Dickbettverfahren und das modernere Klebe- bzw. Dünnbettverfahren sowie Empfehlungen zur Reinigung und Pflege und Hinweise zu Normen und Richtlinien.